# ボッチャーの方程式
数学においてルシアン・ボッチャーの名にちなむボッチャーの方程式（ボッチャーのほうていしき、英: Böttcher's equation）とは、次の函数方程式のことを言う。
{\displaystyle F(h(z))=(F(z))^{n}~.}
但し、
- h は、a において位数 n ≥ 2 の超吸引的な不動点を持つ解析函数（すなわち、a の近傍において {\displaystyle h(z)=a+c(z-a)^{n}+O((z-a)^{n+1})} ）；
- F は求める函数。

この函数方程式の対数は、シュレーダーの方程式に等しい。

## 解
ルシアン・ボッチャーは1904年、F(a) = 0 であるような不動点 a のある近傍における解析解 F の存在を示した。この解はしばしば、ボッチャー座標（Böttcher coordinate）と呼ばれる（完全な証明は1920年、ジョセフ・リットによって与えられた。しかし彼は、元の公式については気付いていなかった）。
ボッチャー座標（シュレーダー函数の対数）は、函数 zn の不動点のある近傍において h(z) と共役になる。特に重要なケースは h(z) が次数 n の多項式で、a = ∞ である場合である。

## 応用
ボッチャーの方程式は、一変数の複素多項式の反復を研究する正則力学系の一分野において本質的な役割を果たす。
ボッチャー座標の大域的な性質については、ピエール・ファトゥとエイドリアン・ドゥアディおよびジョン・ハバードによって研究された。